# Biserica fortificată din Ruja
Biserica evanghelică fortificată din Ruja este un ansamblu de monumente istorice aflat pe teritoriul satului Ruja al orașului Agnita.
Ansamblul este format din două monumente:
- Biserica evanghelică fortificată (cod LMI SB-II-m-A-12527.01)
- Incintă fortificată (fragmente) (cod LMI SB-II-m-A-12527.02)

## Galerie

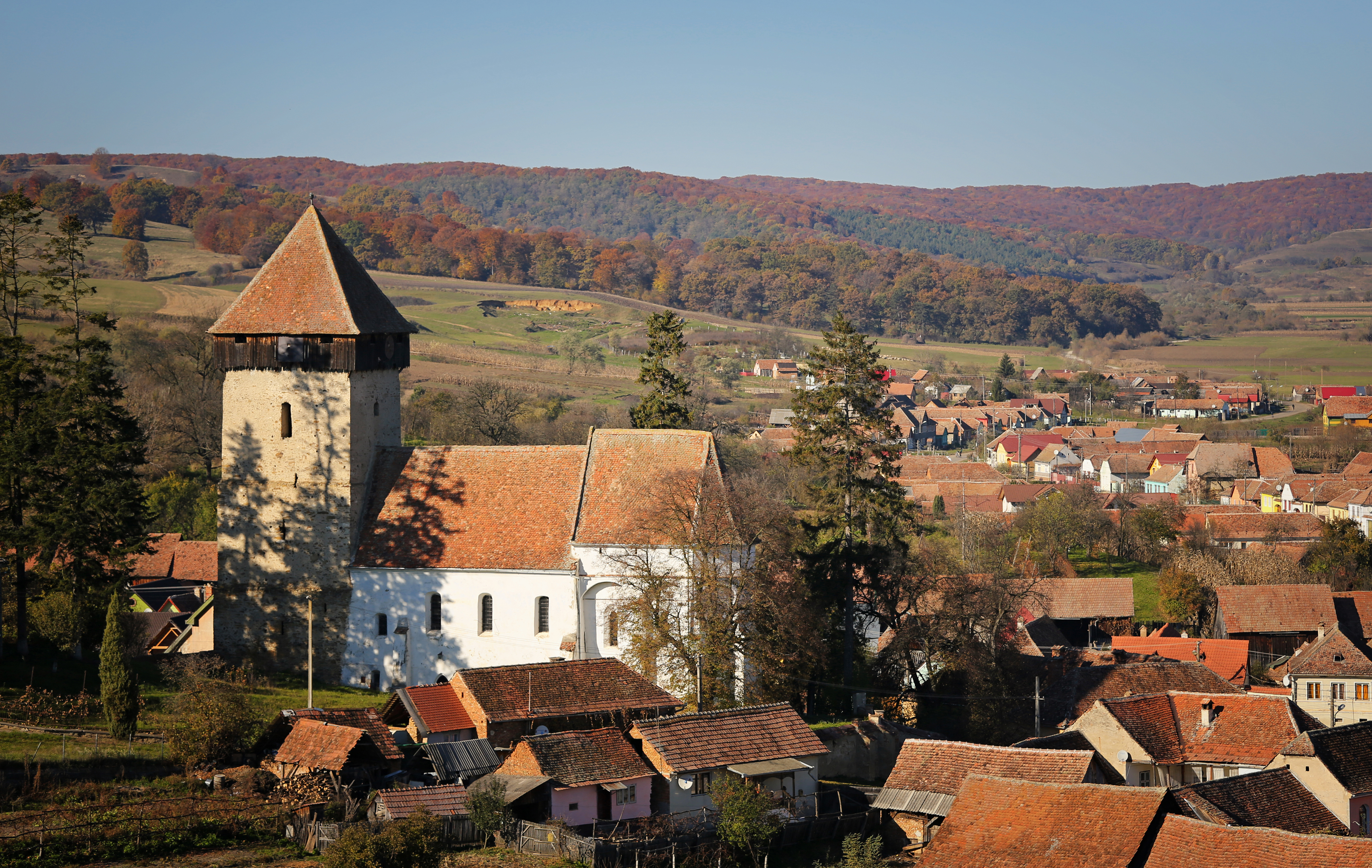
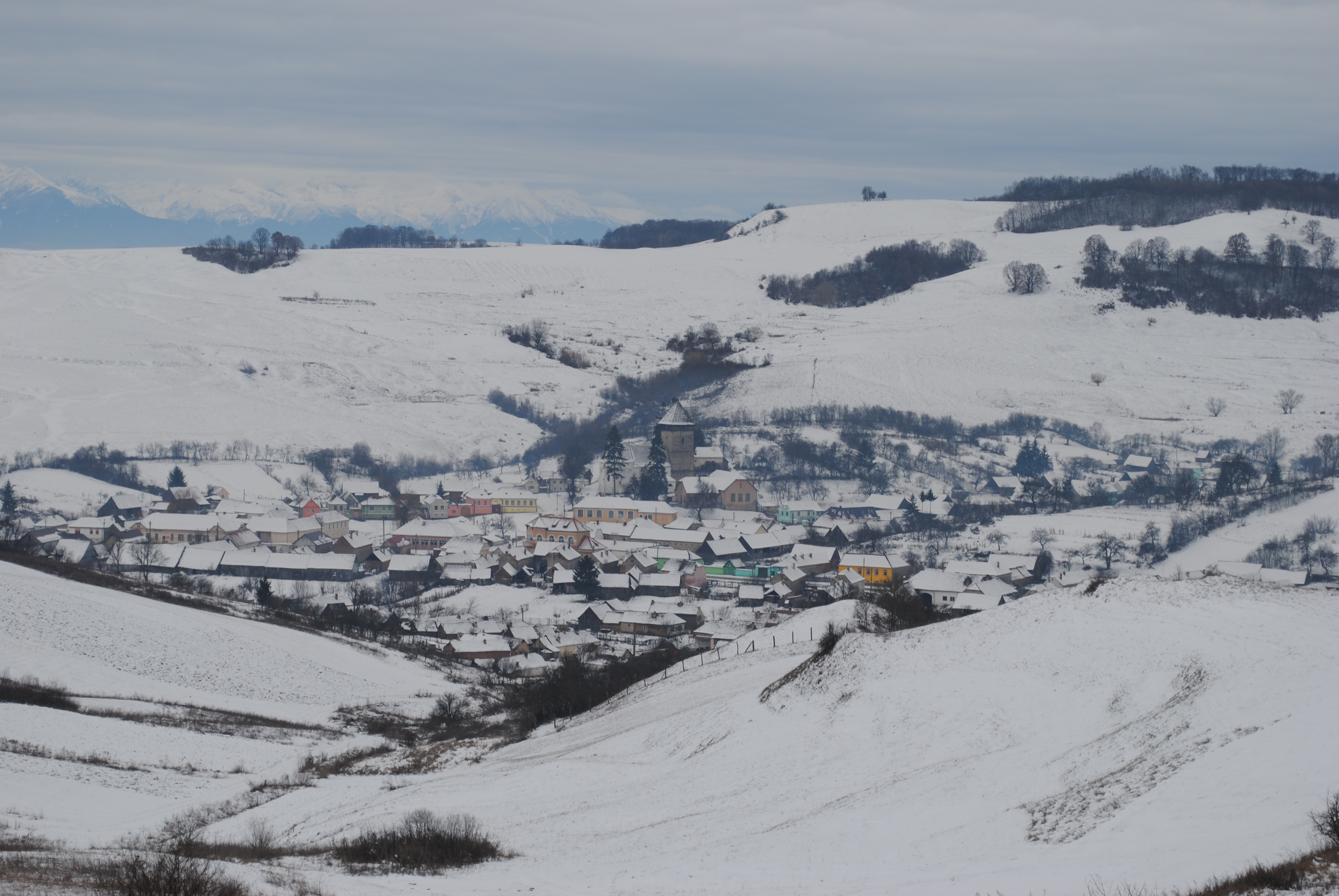
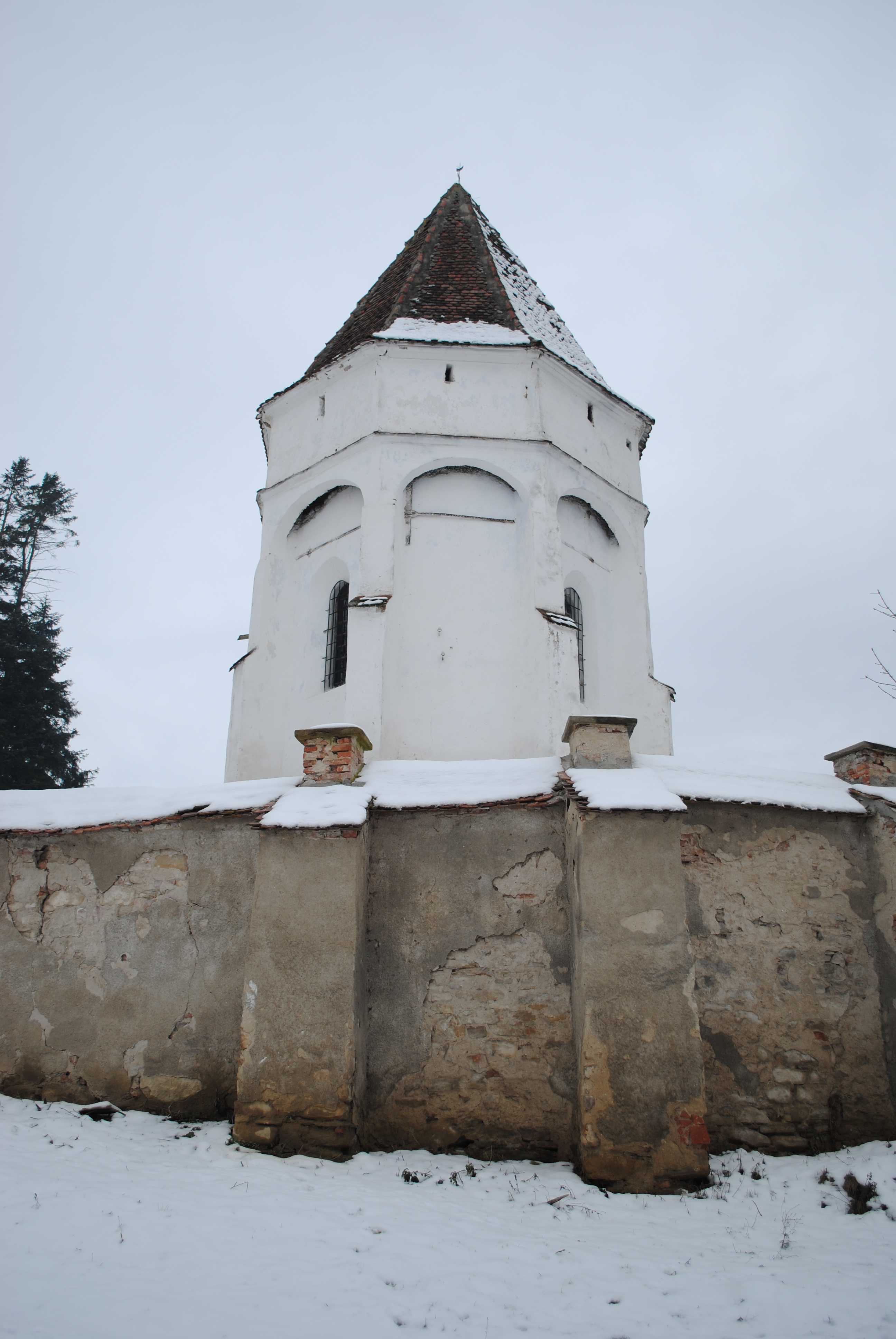
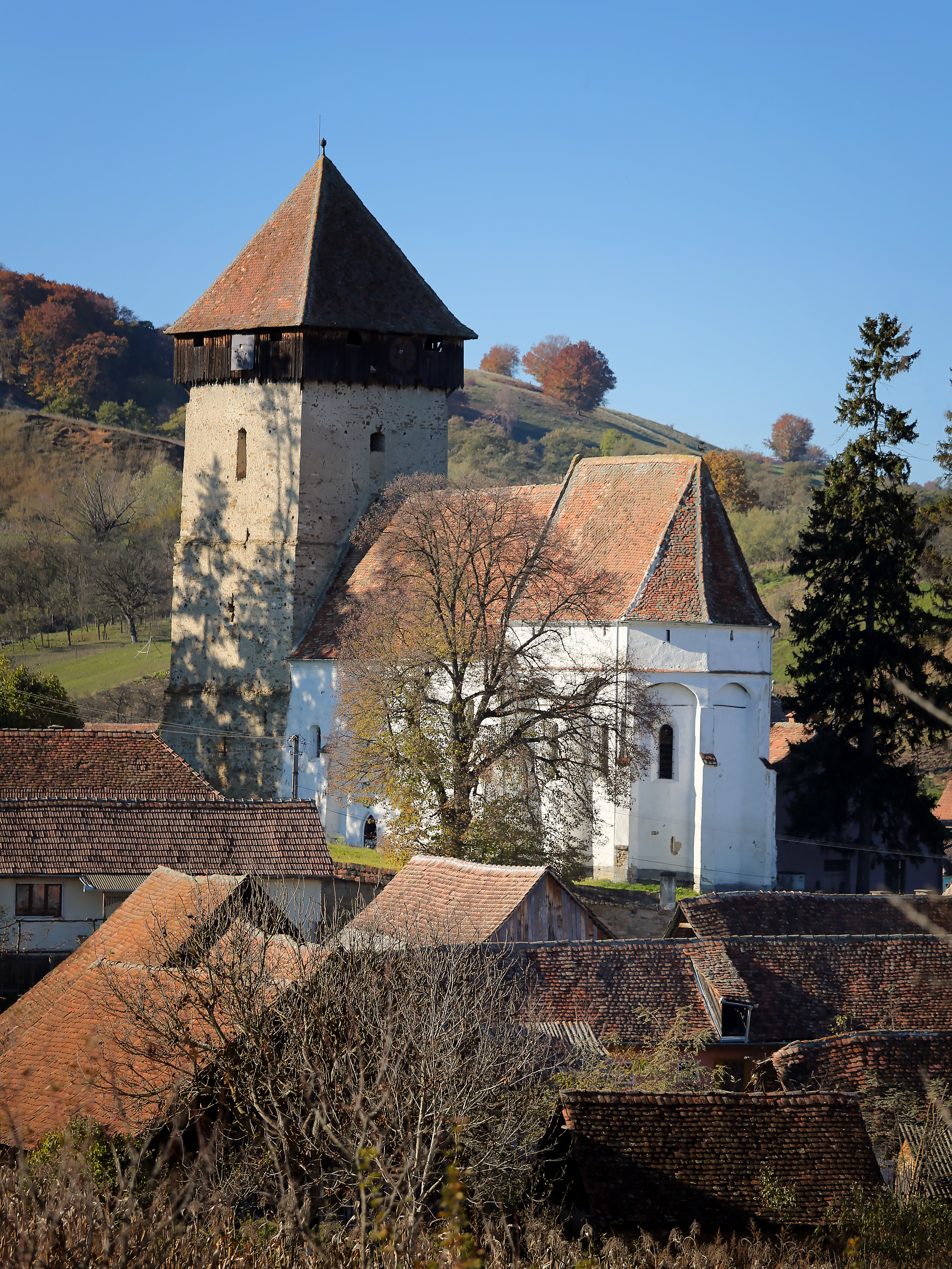